# Júlio Santos
Pour les articles homonymes, voir dos Santos.
Júlio César dos Santos est un footballeur brésilien, né le 12 décembre 1981 jouant au poste de défenseur central dans le club congolais du Tout Puissant Mazembe.

## Biographie
Après avoir fait l'essentiel de sa carrière au Brésil, et après avoir eu cinq apparitions en équipe réserve du Brésil lors du tournoi du Qatar en 2003, il signe en Ligue 2 au Tours FC.
Le 1er août 2008, il fait ses débuts en Ligue 2 contre le CS Sedan-Ardennes (2-1) au Stade de la Vallée du Cher.
Il marque un doublé en deux minutes de la tête contre Boulogne, permettant à son club de mener 2-1 et ainsi de terminer sur une belle victoire 3-1 dans un Stade de la Vallée du Cher en furie.
À la fin de la saison 2009-10, il est laissé libre par le club tourangeau.
Libre depuis plus de six mois Julio César signe dans le club de Série B d'AD São Caetano.

## Palmarès
- 2000 : Vainqueur du Championnat de São Paulo avec São Paulo.
- 2001 : Vainqueur du Tournoi Rio-São Paulo avec São Paulo.
- 2002 : Vainqueur du Super-championnat de São Paulo avec São Paulo.
- 2006 : Vainqueur du Championnat du Goiás avec Goiás.

## Carrière
| Saison                | Club                  | Championnat           | Championnat | Championnat | Coupe nationale | Coupe nationale | Coupe de la Ligue | Coupe de la Ligue | Compétition(s) continentale(s) | Compétition(s) continentale(s) | Compétition(s) continentale(s) | Sélection | Sélection | Sélection | Total | Total |
| Saison                | Club                  | Division              | M.          | B.          | M.              | B.              | M.                | B.                | Comp.                          | M.                             | B.                             | Équipe    | M.        | B.        | M.    | B.    |
| 2001                  | São Paulo FC          | 1                     | 9           | 0           | 1               | 0               | -                 | -                 | -                              | -                              | -                              | -20 ans   | 3         | 0         | 13    | 0     |
| 2002                  | São Paulo FC          | 1                     | 17          | 2           | -               | -               | -                 | -                 | -                              | -                              | -                              | -         | -         | -         | 17    | 2     |
| 2003                  | São Paulo FC          | 1                     | 21          | 0           | -               | -               | -                 | -                 | -                              | -                              | -                              | -23 ans   | 5         | 0         | 26    | 0     |
| Sous-total            | Sous-total            | Sous-total            | 47          | 2           | 1               | 0               | 0                 | 0                 | -                              | 0                              | 0                              | -         | 8         | 0         | 56    | 2     |
| 2004                  | Paysandu SC           | 1                     | 40          | 4           | -               | -               | -                 | -                 | -                              | -                              | -                              | -         | -         | -         | 40    | 4     |
| Sous-total            | Sous-total            | Sous-total            | 40          | 4           | 0               | 0               | 0                 | 0                 | -                              | 0                              | 0                              | -         | 0         | 0         | 40    | 4     |
| 2005                  | Goiás EC              | 1                     | 19          | 3           | -               | -               | -                 | -                 | CS                             | 1                              | 0                              | -         | -         | -         | 20    | 3     |
| 2006                  | Goiás EC              | 1                     | 10          | 0           | -               | -               | -                 | -                 | CL                             | 10                             | 0                              | -         | -         | -         | 20    | 0     |
| Sous-total            | Sous-total            | Sous-total            | 29          | 3           | 0               | 0               | 0                 | 0                 | -                              | 11                             | 0                              | -         | 0         | 0         | 40    | 3     |
| 2007                  | CR Vasco da Gama      | 1                     | 26          | 1           | -               | -               | -                 | -                 | CS                             | 4                              | 0                              | -         | -         | -         | 30    | 1     |
| Sous-total            | Sous-total            | Sous-total            | 26          | 1           | 0               | 0               | 0                 | 0                 | -                              | 4                              | 0                              | -         | 0         | 0         | 30    | 1     |
| 2008                  | Portuguesa            | 1                     | -           | -           | 1               | 0               | -                 | -                 | -                              | -                              | -                              | -         | -         | -         | 1     | 0     |
| Sous-total            | Sous-total            | Sous-total            | 0           | 0           | 1               | 0               | 0                 | 0                 | -                              | 0                              | 0                              | -         | 0         | 0         | 1     | 0     |
| 2008 - 2009           | Tours FC              | 2                     | 31          | 3           | -               | -               | 1                 | 0                 | -                              | -                              | -                              | -         | -         | -         | 32    | 3     |
| 2009 - 2010           | Tours FC              | 2                     | 14          | 0           | 1               | 0               | -                 | -                 | -                              | -                              | -                              | -         | -         | -         | 15    | 0     |
| Sous-total            | Sous-total            | Sous-total            | 45          | 3           | 1               | 0               | 1                 | 0                 | -                              | 0                              | 0                              | -         | 0         | 0         | 47    | 3     |
| 2011                  | AD São Caetano        | 2                     | -           | -           | -               | -               | -                 | -                 | -                              | -                              | -                              | -         | -         | -         | 0     | 0     |
| Sous-total            | Sous-total            | Sous-total            | 0           | 0           | 0               | 0               | 0                 | 0                 | -                              | 0                              | 0                              | -         | 0         | 0         | 0     | 0     |
| 2011 - 2012           | TP Mazembe            | 1                     | -           | -           | -               | -               | -                 | -                 | -                              | -                              | -                              | -         | -         | -         | 0     | 0     |
| Sous-total            | Sous-total            | Sous-total            | 0           | 0           | 0               | 0               | 0                 | 0                 | -                              | 0                              | 0                              | -         | 0         | 0         | 0     | 0     |
| Total sur la carrière | Total sur la carrière | Total sur la carrière | 187         | 13          | 3               | 1               | 1                 | 1                 | -                              | 15                             | 0                              | -         | 8         | 0         | 214   | 15    |